# Giuseppe Pinelli
Giuseppe Pinelli, född 21 oktober 1928 i Milano, död 15 december 1969 på samma ort, var en italiensk järnvägsarbetare, partisan och anarkist. Han blev efter sin död en viktig symbolfigur för den utomparlamentariska vänstern i Italien och känd över hela världen genom Dario Fos pjäs En anarkists död (”Morte accidentale di un anarchico”) som är löst baserad på Pinellis öde. Pinelli dog i samband med ett förhör på polishögkvarteret i Milano under omständigheter som tog flera år att utreda innan en officiell dödsorsak kunde fastställas.

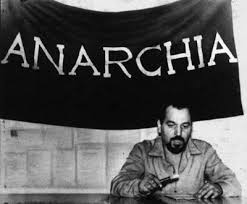
Pinelli på möte i anarkistklubben Circolo anarchico Ponte della Ghisolfa.

## Uppväxt och politisk verksamhet
Giuseppe Pinelli kom från enkla förhållanden och växte upp i Milanos arbetarkvarter. Han avslutade sin skolgång tidigt, efter fem år, för att hjälpa till med familjens försörjning men genom flitiga självstudier blev han en i jämförelse med sin omgivning exceptionellt bildad person. Han anslöt sig 1944 till partisanerna för att bekämpa fascismen. Bland de olika ideologierna som fanns att välja på inom den antifascistiska rörelsen blev den unge ”Pino” mest tilltalad av vänsterlibertarianismen. Han deltog i politiska möten men ägnade efter kriget fortfarande mer tid åt självstudierna och träffade sin blivande hustru maskinskriverskan Licia Rognini på en studiecirkel i Esperanto 1952 och de gifte sig 1955, ett år efter att Pinelli fått fast anställning som järnvägsarbetare (bromsare).
Pinellis politiska verksamhet fick successivt en allt större betydelse i hans liv och han blev 1968 en av grundarna till ”Circolo anarchico Ponte della Ghisolfa”, en förening för anarkister i Milano. Denna fortfarande (2017) existerande förening deltog visserligen i dåtidens ofta våldsamma demonstrationer men utan att sticka ut som en särskilt våldsam eller samhällsfarlig grupp. Verksamheten dominerades av möten och seminarier samt antiauktoritär och antimilitaristisk agitation. I samband med sina politiska aktiviteter blev Pinelli personligt bekant med poliskommissarien Luigi Calabresi som tillbringade mycket av sin tid ute bland maoister och anarkister, två grupper som han hade i uppdrag att bevaka särskilt. Pinelli och Calabresi utvecklade en så god relation att de till och med gav varandra presenter (böcker) och Pinelli uttryckte åsikten att Calabresi var en mycket bra person ("una bravissima persona").

## En förtidig död och dess konsekvenser

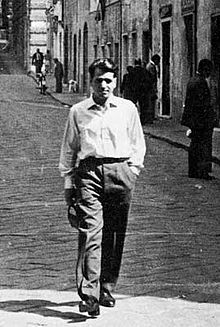
Giuseppe Pinelli på promenad i Genua 1955 under sin och hustrun Licias bröllopsresa.

### Bakgrunden
Anledningen till att Pinelli den 12 december 1969 kallades till de förhör som drygt tre dygn senare resulterade i hans död var bombdådet på Piazza Fontana. Polisen hade av något skäl väldigt tidigt satsat stora resurser på ett villospår, det så kallade "anarkistspåret". Pinelli var en av flera anarkister som förhördes om bombattentatet. Totalt greps närmare 150 personer av polisen, nästan alla var vänsterextremister med undantag för ett halvdussin (6 eller 7) fascister. Enligt en av de andra anarkisterna, Pietro Valpreda, som sedermera blev presenterad som huvudmisstänkt i fallet, var det fullständigt klart att Pinelli inledningsvis inte misstänktes för att ha något med attentatet att göra men kallades till förhör för att han fanns på listan över kända aktiva anarkister i Milano. Att det förhöll sig så visades enligt Valpreda tydligt av att Pinelli inte hämtades med polisbil utan tilläts av Calabresi att köra till polishögkvarteret med sin egen skoter efter polisbilen. Inget verkar i detta läge ha tytt på att man väntade sig någon längre vistelse på polisstationen för Pinellis del.

### Fakta och tvivel i målet
Tre dygn efter att Pinelli åkt till polishögkvarteret för att låta sig förhöras var han fortfarande kvar där, vilket var betydligt längre än de 48 timmar som lagen medgav utan domstolsbeslut. Nästa faktum i kronologin som fått allmän acceptans är att Pinelli den 15 december klockan 23:57 föll ner på polishögkvarterets innergård från ett fönster på fjärde våningen och dog. Enligt de första personerna som skyndade fram för att försöka hjälpa Pinelli visade han då fortfarande svaga livstecken. Ambulans tillkallades omedelbart men Pinelli var redan bortom hjälp. Dödsdatumet fastställdes till den 15 december eftersom Pinellis hjärta redan hade stannat då ambulanspersonalen anlände strax efter midnatt.
Den officiella utredningen klarlade senare att fem personer befann sig i det rum där Pinelli hade förhörts när han föll: en karabinjärlöjtnant och fyra lokala polismän. Man hade tagit paus i förhören och den ansvarige kommissarien Luigi Calabresi hade lämnat rummet för att avrapportera till sin chef Antonino Allegra. Fönstret i rummet stod på glänt trots att det var kallt ute eftersom alla rökte under förhören. De kvarvarande polisernas redogörelser om vad som sedan skedde var till en början i stort sett samstämmiga och gick ungefärligen ut på att Pinelli, som fick röra sig helt fritt i rummet, strax före midnatt gick fram till fönstret. Utan föregående varning öppnade han det plötsligt helt och kastade sig ut över ett 92 cm högt räcke utanför fönstret mot en näst intill säker död. Vid den första rättsliga prövningen tio månader senare hade tre av de fem ändrat sina versioner. Endast de två polismän som stått närmast fönstret vittnade inför undersökningsdomaren att de sett Pinelli hoppa över räcket.
Redan vid en första illa förberedd presskonferens drygt två timmar efter händelsen framförde den högsta chefen för polisen i Milano Marcello Guida i kategoriska ordalag det påstående som polismyndigheten sedan kom att vidhålla som sin ståndpunkt och som blev det egentliga incitamentet för konspirationsteorierna: Pinelli hade begått självmord. Orsaken skulle enligt Guida ha varit att man överbevisat Pinelli om att hans alibi inte höll. Eftersom det ganska snart visade sig att Guidas påstående om att man hade krossat Pinellis alibi var felaktigt eller åtminstone kraftigt överdrivet kom spekulationer om en myndighetskonspiration att få stor betydelse för den fortsatta händelseutvecklingen utanför rättsväsendet. I sin mest extrema form handlade det om en hypotes att Guida medvetet försökte etablera Pinellis påstådda självmord som ett indirekt erkännande av delaktighet i ett bombdåd som polisen mycket väl visste inte alls var ett verk av anarkister. Många var och är fortfarande övertygade om att Guidas redogörelse utgjorde en del av en avsiktlig mörkläggning men spekulationerna om exakt vad som skulle hemlighållas och varför varierar. De som inte accepterade polisens förklaring menade istället att självmordet var arrangerat och att Pinelli i själva verket hade blivit knuffad eller utkastad genom fönstret. Tidningen Lotta Continua utpekade Calabresi som huvudskyldig till ”mordet”. Utpekandet inledde en över två år lång förtalskampanj som fortfarande pågick när Calabresi blev mördad den 17 maj 1972.

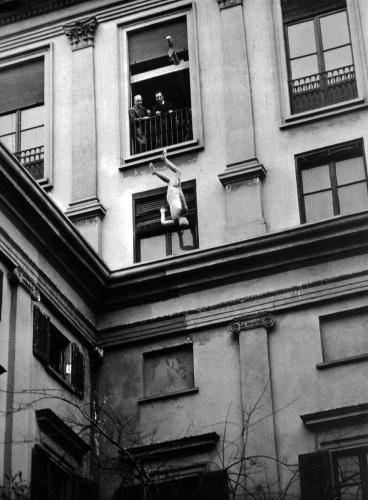
Pinellis fall rekonstruerades under utredningen med hjälp av en docka.

### Det rättsliga efterspelet
Åklagaren i Milano Luigi Bianchi d'Espinosa beslutade inledningsvis att påbörja en förundersökning om vållande till annans död (”omicidio colposo”) riktad mot de poliser som befann sig i rummet med Pinelli vid tidpunkten för händelsen. Senare skärptes brottsrubriceringen till dråp, alternativt mord (”omicidio volontario”), en brottsrubricering som i italiensk lag täcker även möjligheten att offret dött efter att genom fysiskt eller psykiskt våld ha provocerats till att t.ex. hoppa ut genom ett fönster. Den lindrigare första rubriceringen kom att gälla enbart Calabresi som drogs in i utredningen med motiveringen att han kunde ses som åtminstone moraliskt ansvarig. Rättsprocessen avslutades inte förrän den 27 oktober 1975, då Calabresi redan hade varit död i över tre år. Samtliga poliser frikändes från alla misstankar om att på något sätt ha vållat Pinellis död. Polischefen Guidas påstående om självmord ersattes som officiell dödsorsak av en slutsats som direkt bemöttes med aggressiv kritik i tidningen Lotta Continua och även blivit ifrågasatt av senare konspirationsteoretiker. Enligt rättens utslag hade Pinellis död orsakats av illamående som fått honom att söka sig till fönstret och luta sig över räcket varvid han drabbades av yrsel och ramlade över räcket. Man påvisade att Pinelli under sina tre dygn på polisstationen varken ätit eller sovit ordentligt; däremot hade han rökt mycket. Enligt Pinellis advokat hade han endast sovit tre timmar natten före. En rekonstruktion av fallet med hjälp av en docka gav visst stöd för domslutet. Dockan släpptes rakt ner intill räcket, utan något avstånd för ett sådant "kattsprång" som Pinelli inledningsvis påstods ha gjort, och den hamnade exakt där han hade slagit ner, cirka 1,5 meter från husväggen.

### Minnesmärken och en aldrig avslutad debatt

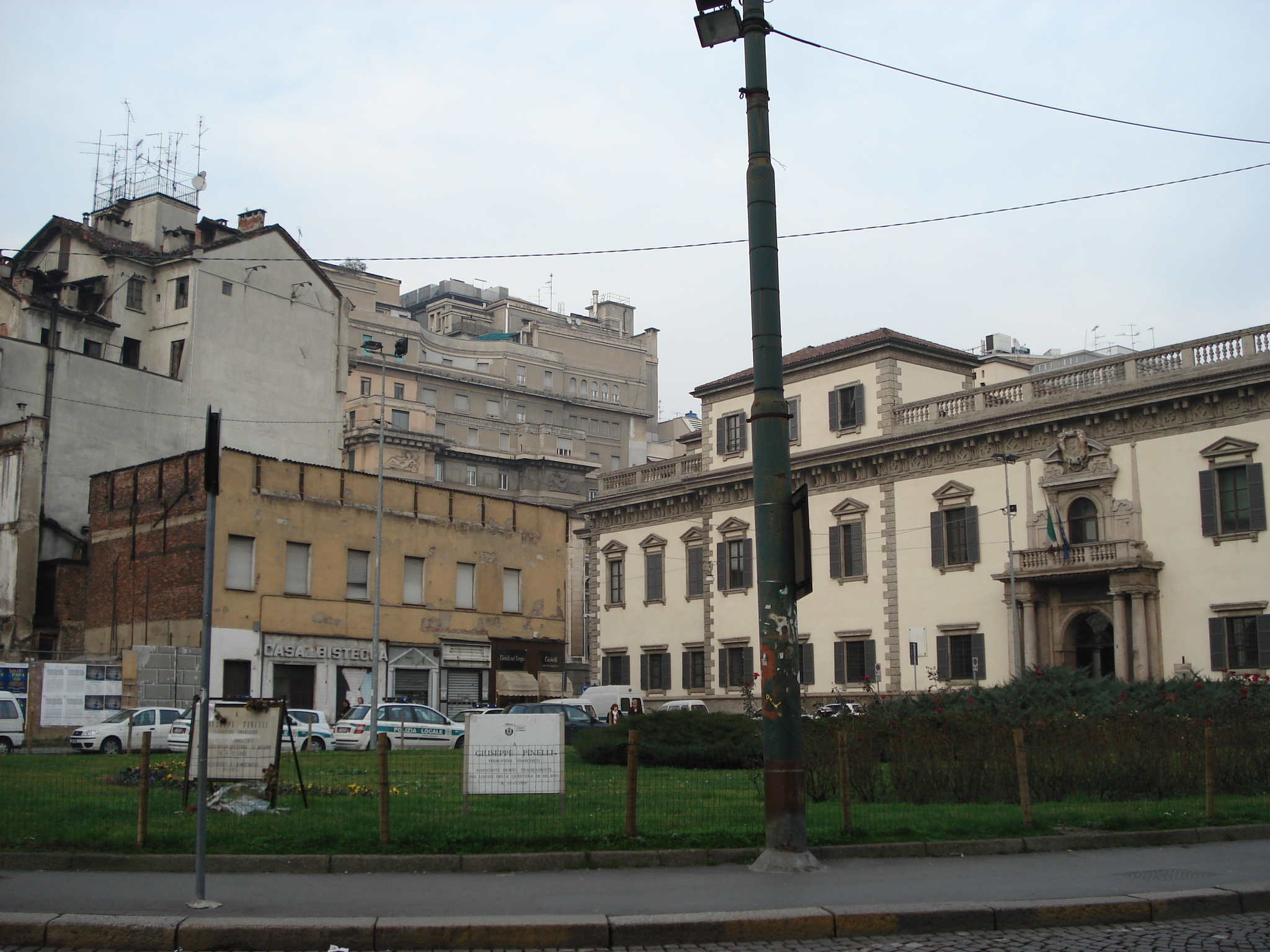
De två minnesplaketterna på Piazza Fontana

## Eftermäle